# Yuriy A. Filatov
Yuriy Anatolyevich Filatov (en ruso: Юрий Анатольевич Филатов; 1957) es un diplomático ruso, actual embajador en Chile desde 2005.
En 1979 se graduó en la Universidad Estatal de Relaciones Internacionales de Moscú adjunto al Ministerio de Relaciones Exteriores.
Ingresó en el servicio diplomático en 1979. Desempeñó diferentes cargos en la Embajada de la URSS y después en la Embajada de la Federación de Rusia en los EE. UU. (en los años 1979-1981, 1985-1989, 1994-1999).
En 1999-2002 cumplió funciones del Subdirector de la Dirección de América del Norte del Ministerio de Relaciones Exteriores  de Rusia.
En 2002-2005 fue el Ministro-Consejero de la Embajada de la Federación de Rusia en Canadá.
Tiene el rango del Ministro Extraordinario y Plenipotenciario.